# Gazownia

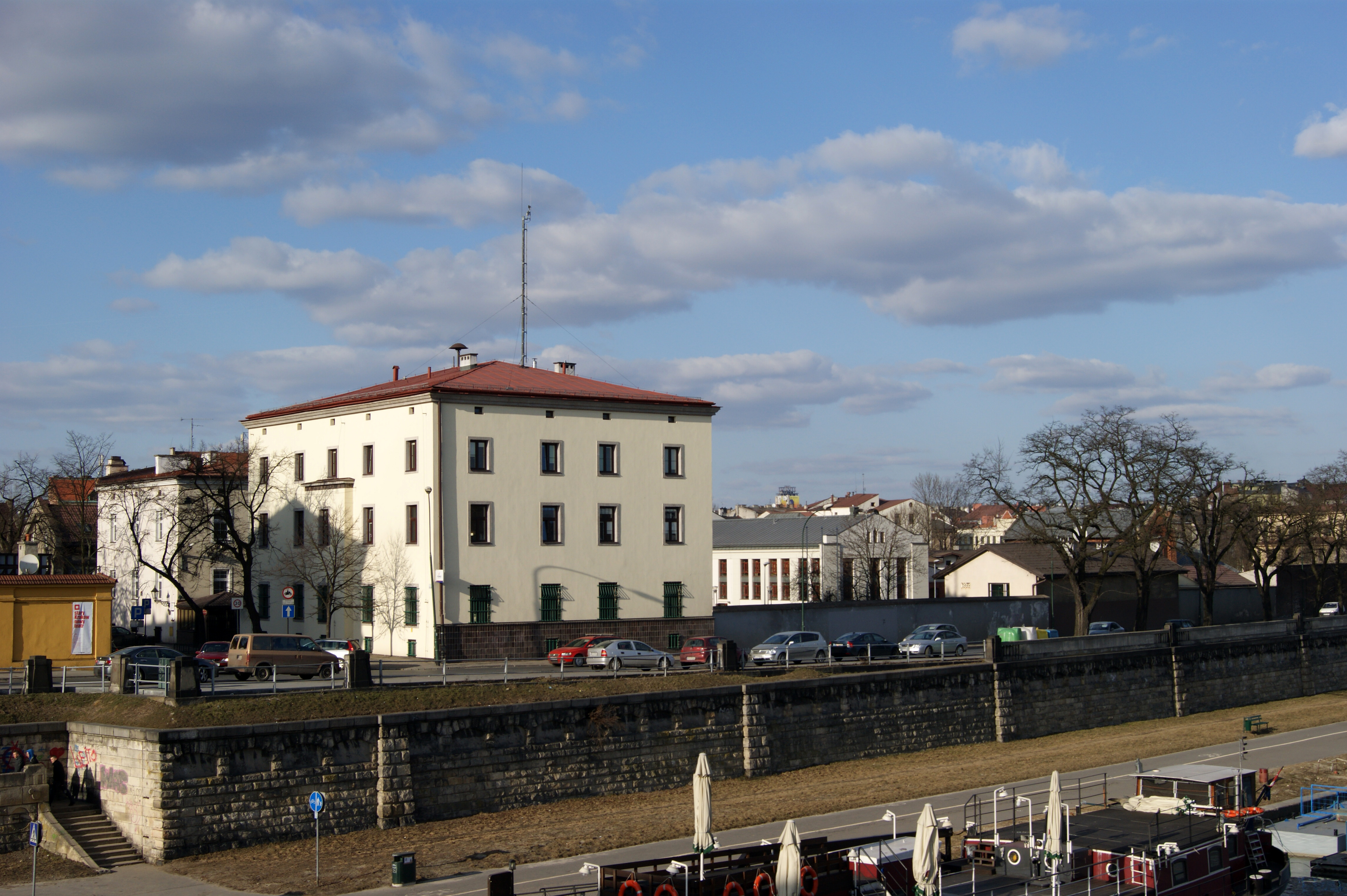
Gazownia miejska w Krakowie

Gazownia – przedsiębiorstwo zajmujące się jedną lub kilkoma gałęziami przemysłu: odgazowywaniem węgla i wytwarzaniem z niego gazu koksowniczego, przesyłaniem gazu do odbiorców, zakład zasilający urządzenia w paliwo gazowe. W powszechnym znaczeniu pod terminem gazownia rozumie się zakład przesyłający gaz do odbiorców. W Polsce zajmuje się tym Polska Spółka Gazownictwa, spółka-córka PGNiG.
Pierwsza gazownia powstała w Wielkiej Brytanii w 1795 roku, zaś na terenach obecnej Polski (a wtedy obszary obcych państw rozbiorowych) w Szczecinie (w ówczesnym Stettinie, w Prusach Wschodnich) w 1846 roku, we Wrocławiu (1846 lub 1847), Brzegu (1848) Gdańsku (1853). Później kolejno w latach 1856-1857 w Warszawie (1856), Krakowie i Poznaniu, a w 1858 we Lwowie.